# Agent spavač
Agent Spavač je špijun, informant ili agitator koji se nalazi u ciljnoj državi ili sustavu, a ne da poduzima neposredno zadatak, već djeluje tek od trenutka kada ga se aktivira.Ponekad može biti neaktivan tijekom niza godina.
Agent je koji prikuplja pokriveno informacije, nadzire ili utječe / manipulira sustav ili javnost u smislu nalogodavca. Agent spavač, može nakon dugog razdoblja neaktivnosti stupiti u akciju ili još biti neaktivan.
Najbolji spavači agenti su oni koji ne trebaju biti plaćeni od strane nalogodavca i koji su u mogućnosti zaraditi dovoljno novca da se financiranje života. Time se izbjegavaju moguće pratnje uplata iz inozemstva. 
U takvim slučajevima, moguće je da agent spavač može biti dovoljno uspješan da postane 'agent utjecaja'.
Spavači agenti koji su otkriveni često bili starosjedioci u ciljnoj zemlji posjeduju vještine kao 'domaći', i time manje vjerojatno da će izazvati sumnju.
Agent Spavač može biti plaćeni agenti provokatori, dezinformator i „špijuni“ bivših komunističkih tajnih milicija.

## Primjeri

### Terorizam
U ratu protiv terorizma, koncept spavačeg agenta proširen je na pojedinace koji su osumnjičeni za pripremanje djela terorizma. Ti osumnjičeni su tretirani slično kao strani agenati.

### Operacija Opera
Određeni hrvatski mediji su tijekom Operacije Opera zbog različitih motiva i razloga širili podmetnute i, po hrvatski nacionalni korpus, razorne dezinformacije. U ožujku i travnju 1994. visoko pozicionirani agent KOS-a JNA razotkrio je najvažnija imena novinara u Hrvatskoj koji su prema njegovim tvrdnjama sudjelovali u „Operaciji Opera“.
Određeni novinari su bili zaduženi za širenje dezinformacija i sudjelovanje u specijalnim oblicima ratovanja po nalogu Saveznog sekretarijata za narodnu obranu (SSNO) u Beogradu.